# Morgane Thérésine
Morgane Thérésine, née le 15 mars 1996 aux Abymes en Guadeloupe, est une personnalité française élue Miss Guadeloupe 2016 puis 3e dauphine de Miss France 2017,. Elle a été élue Miss World Guadeloupe le 22 juillet 2018 et a participé à la 68e élection de Miss Monde qui s’est déroulé à Sanya dans la province de Hainan en Chine, le 8 décembre 2018. Morgane s'est distinguée sur plusieurs épreuves préliminaires mais ne sera pas sélectionnée dans le Top 30 lors de la finale de l’élection de Miss Monde 2018. La mexicaine, Vanessa Ponce de Leon succède à l'indienne Manushi Chhillar, Miss Monde 2017.

## Biographie

### Famille et jeunesse
Morgane Thérésine naît le 15 mars 1996 aux Abymes dans le département de la Guadeloupe puis réside 8 ans dans le Val-d'Oise où elle retourne régulièrement rendre visite à sa grand-mère. Son père est originaire de la Martinique et de la Bretagne. Sa mère de la Guadeloupe.
Après une première année en licence de biologie, Morgane poursuit ses études en nutrition tout en exerçant ses activités de mannequin.

### Élection de Miss France 2017
Le 27 août 2016, elle est couronnée Miss Guadeloupe 2016, à Terre-de-Haut.
Le 17 décembre 2016, elle est sacrée 3e dauphine de Miss France 2017 Alicia Aylies à l'Arena de Montpellier, avec 13,04 % des votes,. Elle réalise le meilleur classement de la région Guadeloupe au concours depuis 2003.
Morgane sera ensuite sélectionnée pour participer à la tournée des Gala Miss France en sillonnant les régions de France et d’Outre-Mer.

### Élection de Miss Monde 2018
Le 22 juillet 2018, lors de l'élection de Miss Guadeloupe International, Morgane Thérésine est élue Miss World Guadeloupe pour représenter la Guadeloupe lors de la 68e édition du concours Miss Monde dont la finale s'est déroulé le 8 décembre 2018 à Sanya en Chine,.
Morgane s'est distinguée sur plusieurs épreuves préliminaires mais ne sera pas sélectionnée dans le Top 30 lors de la finale de l’élection de Miss Monde 2018, la mexicaine Vanessa Ponce de Leon est élue Miss Monde. 
Voici son palmarès : 
- Top 32 du Top Model Challenge
- Top 20 du Head to Head Challenge
- Représentante de la Caraïbe pour le show Dances of the World

## Parcours
- Miss Gosier 2013, élue le 3 août 2013 à Le Gosier[11].
- 1re dauphine de Miss Guadeloupe 2014, élue en 26 juillet 2014 à Les Abymes[12].
- Miss Guadeloupe 2016, élue le 27 août 2016 à Terre-de-Haut[13].
- 3e dauphine de Miss France 2017, élue le 17 décembre 2016 à Montpellier[14].
- Miss World Guadeloupe 2018, élue le 22 juillet 2018 à Le Gosier[15].
- Non classée à Miss Monde 2018, le 8 décembre 2018 à Sanya[16].